# Chick Carter, Detective

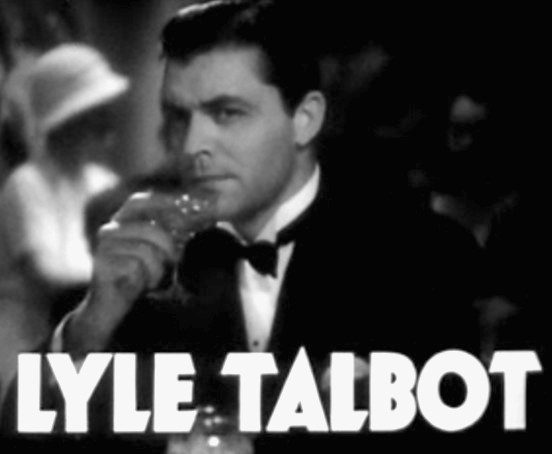
Lyle Talbot, ator que personificou Chick Carter no seriado

Chick Carter, Detective é um seriado estadunidense de 1946, gênero policial, dirigido por Derwin Abrahams, em 15 capítulos de 15 minutos, estrelado por Lyle Talbot, Douglas Fowley e Julie Gibson. Foi produzido e distribuído pela Columbia Pictures, e veiculou nos cinemas estadunidenses a partir de 11 de julho de 1946.
Foi o 30º entre os 57 seriados produzidos pela Columbia Pictures, e foi baseado na série de rádio Chick Carter, Boy Detective, série que veiculou entre 1943 e 1945, A Columbia não podia pagar pelos direitos para produzir uma série sobre o personagem Nick Carter, o estúdio obteve os direitos de um spin-off radiofônico sobre o filho adotivo do detetive, que também aparecia na revista em quadrinhos de O Sombra, publicada pela Street & Smith. Uma série sobre Nick Carter estava sendo feita pela MGM.
Em um precedente bastante estranho para um seriado, o personagem-título raramente é envolvido nos cliffhangers. Por exemplo, o primeiro cliffhanger gira em torno do repórter Rusty, ao invés de Carter.

## Sinopse
Detetive Chick Carter (Lyle Talbot) se envolve em um complexo caso quando Sherry Martin (Julie Gibson), uma cantora do Century Club, declara o roubo do famoso Blue Diamond, propriedade de Joe Carney (Charles King), o proprietário do nightclub. Joe planeja o roubo para pagar uma dívida à Nick Pollo (George Meeker), com o dinheiro do seguro, $100.000. Sherry trai Joe usando uma imitação, enquanto ela fica com o verdadeiro, escondido em uma bola de algodão, durante o espectáculo. Mas Spud Warner (Eddie Acuff), um repórter fotográfico, ao lado do jornalista Rusty Farrell (Douglas Fowley), leva uma bola de neve da cesta enquanto Nick recebe uma bola vazia, e assim o diamante azul desaparece. Auxiliada por um investigador particular, Ellen Dale (Pamela Blake) procura o diamante azul...

## Elenco
- Lyle Talbot … Chick Carter
- Douglas Fowley … Rusty Farrell
- Julie Gibson … Sherry Marvin
- Pamela Blake … Ellen Dale
- Eddie Acuff … Spud Warner
- Robert Elliot … Dan Rankin
- George Meeker … Nick Pollo
- Leonard Penn … Vasky
- Charles King … Joe Carney
- Jack Ingram … Mack
- Joel Friedkin … Jules Hoyt
- Eddie Parker … Frank Sharp

## Capítulos
1. Chick Carter Takes Over
2. Jump to Eternity
3. Grinding Wheels
4. Chick Carter Trapped
5. Out of Control
6. Chick Carter's Quest
7. Chick Carter's Frame-up
8. Chick Carter Gives Chase
9. Shadows in the Night
10. Run to Earth
11. Hurled Into Space
12. Chick Carter Faces Death
13. Rendezvous with Murder
14. Chick Carter Sets a Trap
15. Chick Carter Wins Out

Fonte:

## Seriado no Brasil
Chick Carter, Detective, sob o título Chick Carter, Detetive, foi aprovado pela censura brasileira, de acordo com o Diário Oficial da União, em 30 de junho de 1947, sendo portanto provável que o seriado tenha estreado no país em 1947.